# Tesi, antítesi, síntesi
La tríada tesi, antítesi, síntesi se sol utilitzar per descriure el pensament del filòsof alemany Georg Wilhelm Friedrich Hegel. Hegel, tanmateix, mai emprà aquests termes. La tríada se sol descriure de la següent manera:
- La tesi és una proposició intel·lectual.
- L'antítesi és simplement la negació de la tesi, una reacció a la proposició.
- La síntesi resol el conflicte entre la tesi i l'antítesi reconcoliant les seves veritats comunes i formant una nova tesi, recomençant així el procés.

Segons Walter Kaufmann, encara que la tríada es creu sovint que forma part d'una anàlisi de progrés històric i filosòfic anomenada la dialèctica hegeliana, l'assumpció és errònia. Hegel utilitzà aquesta classificació tan sols una vegada i atribuí la terminologia a Immanuel Kant. La terminologia fou desenvolupada a bastament anteriorment per part de Johann Gottlieb Fichte, també un advocat de la filosofia enquadrat en l'idealisme alemany.